# Spitalul Universitar de Urgență București
Spitalul Universitar de Urgență București (abreviat SUUB), este cel mai complex și important spital de urgență din sud-estul României. Acesta se află în București, capitala României, și desfășoară în același timp activități spitalicești, științifice și de cercetare.

## Istoric
Spitalul universitar a fost înființat în 1978, sub numele de Spitalul Clinic al Municipiului București (SCMB). La inaugurarea sa, acesta cuprindea specialitățile de medicină internă, chirurgie, neurologie, oftalmologie, obstetrică-ginecologie, ortopedie, anestezie și terapie intensivă și radiologie, precum și două laboratoare, de analize și anatomie patologică.
În perioada 1992–1993, Spitalul a trecut printr-o schimbare de structură organizațională și și-a redimensionat activitatea, luând denumirea de Spitalul Universitar București. În anul 1994, sub conducerea profesorului Emanoil Popescu, directorul de atunci, spitalul a fost închis parțial pentru lucrări de consolidare.
În anul 1992, guvernul Văcăroiu a trecut Spitalul Universitar în subordinea directă a Ministerului Sănătății printr-o hotărâre în acest sens. În 1996 însă, acesta a trecut înapoi spitalul în subordinea Direcției Sanitare a Municipiului București, printr-o altă decizie. După o altă hotărâre din 1996, policlinica Spitalului s-a transformat într-o structură separată începând cu anul următor, căpătând denumirea de Policlinica Sectorului 6 (în prezent, aceasta poartă denumirea de Policlinica Regie) și fiind mutată într-o altă locație. Prin aceeași hotărâre, Spitalul Universitar București – precum și patrimoniul acestuia – a trecut înapoi în subordinea directă a Ministerului Sănătății. La mai puțin de un an însă, spitalul s-a reîntors în subordinea Direcției Sanitare după o decizie în acest sens a guvernului Ciorbea. În prezent, spitalul se află în subordinea Ministerului Sănătății.
În anul 2000, spitalul și-a căpătat denumirea actuală – Spitalul Universitar de Urgență București, ceea ce a determinat și modificări în structura organizatorică și funcțională. În anul 2002, clădirea în care își desfășoară activitatea spitalul a trecut în domeniul public al municipiului București după o decizie în acest sens a guvernului Năstase.
În luna noiembrie 2010, spitalul a obținut acreditarea privind Sistemul de management al calității ISO 9001 de la Societatea Română pentru Asigurarea Calității. În anul 2011, spitalul Universitar de Urgență a fost încadrat ca Spital Regional de Urgență de categoria 1 – nivelul de competență I A (foarte înalt).
Între anii 2005–2008, s-au înființat noi secții și compartimente în cadrul spitalului: un centru de cardiologie intervențională, o unitate de urgențe pentru neurologie și compartimente pentru ORL, nefrologie, endocrinologie, diabet zaharat, prematuri și de chirurgie artroscopică.

## Dotări
În prezent, spitalul dispune de 1.099 paturi în 45 de secții și compartimente diferite, precum și un centru de hemodializă cu 15 paturi și o unitate de primiri urgențe cu 40 de locuri pe targă mobilă/fixă, cu surse de oxigen disponibile.

### Heliport
În perioada 2002–2003, Sorin Oprescu, pe atunci în funcția de manager, a construit primul heliport al Spitalului. Investiția s-a ridicat la 40.000 de Euro, venituri strânse de Oprescu din donații. Cu toate acestea, heliportului nu i-a fost eliberată niciodată autorizația de funcționare deoarece se afla la o distanță prea mică de râul Dâmbovița, fapt nepermis de legislația din acea vreme. Astfel, heliportul respectiv nu a fost folosit decât ca spațiu de parcare pentru angajații spitalului.
Începând cu data de 3 decembrie 2019, noul heliport al spitalului a fost deschis și este operațional. Astfel, spitalul beneficiază de al doilea heliport medical funcțional din România, după cel al spitalului județean din Oradea. Construcția este poziționată deasupra Blocului Operator Central al spitalului, și este prevăzută și cu lift și culoare pentru transportul pacienților. Valoarea investiției s-a ridicat la 1 milion de Euro și a fost acoperită integral din sponsorizări private.
Până pe data de 15 februarie 2022, un număr de 200 pacienți fuseseră aduși cu elicopterul pe noul heliport, provenind din orașe precum Craiova, Bacău și Galați. Majoritatea pacienților aduși cu elicopterul au ca diagnostic infarctul miocardic acut sau accidentul vascular cerebral.

### Unitatea de Primiri Urgențe
Unitatea de Primiri Urgențe din cadrul Spitalului Universitar deservește urgențele medico-chirurgicale în primul rând pentru pacienții care locuiesc în sectoarele 5 și 6 ale capitalei, dar și pentru pacienți din celelalte sectoare ale municipiului București, precum și din județele limitrofe sau zonale. Deoarece Spitalul este încadrat drept spital regional de urgență de tip I A, în unitatea de primiri urgențe sosesc în mod curent pacienți care provin din toată zona de sud a României și chiar și din afara țării.

## Informații și statistici
În cadrul Spitalului Universitar, se internează în regim de spitalizare continuă peste 55.000 de bolnavi anual, iar peste 60.000 sunt tratați în regim de spitalizare de zi.
Peste 350.000 pacienți pe an sunt tratați în UPU și în ambulatoriul integrat al spitalului, care dispune de cabinete medicale unde lucrează medici din toate specialitățile medicale și chirurgicale.
Spitalul Universitar face parte din programe naționale în domeniul sănătății precum programul STEMI (pentru infarctul miocardic acut cu supradenivelare de segment ST) sau cel de tromboliză acută în caz de accident vascular cerebral ischemic.

## Conducere
Spitalul este condus de un manager, care are în subordine un director pentru resurse umane, un director medical, un director de îngrijiri, un director financiar-contabil și un director administrativ.
De la înființarea sa în 1978, spitalul a fost condus de următorii manageri:
| Nr. | Nume             | Portret | Perioadă | Perioadă |
| --- | ---------------- | ------- | -------- | -------- |
| 1   | Mihai Mihăilescu |         | 1978     | 1980     |
| 2   | Vasile Fica      |         | 1981     | 1989     |
| 3   | Mihai Nicolescu  |         | 1990     | 1991     |
| 4   | Emanoil Popescu  |         | 1992     | 1994     |
| 5   | Sorin Oprescu    |         | 1994     | 2005     |
| 6   | Silviu Rădulescu |         | 2005     | 2006     |
| 7   | Gheorghe Iana    |         | 2006     | 2009     |
| 8   | Cătălin Cîrstoiu |         | 2009     | 2016     |
| 9   | Dragoș Davițoiu  |         | 2016     | 2017     |
| 10  | Adriana Nica     |         | 2017     | 2020     |
| (8) | Cătălin Cîrstoiu |         | 2020     | prezent  |